# Zvonimir Soldo
Zvonimir Soldo (Zagreb, 2 de novembro de 1967) é um técnico de futebol e ex-futebolista croata que atuava como zagueiro ou volante. Atualmente está sem clube.

## Carreira de jogador
Depois de estudar Direito na Universidade de Zagreb, Soldo atendeu um pedido de seus pais e decidiu seguir carreira no futebol, inicialmente nas categorias de base do Inter Zaprešić. A carreira profissional foi iniciada em 1985, no Lokomotiva Zagreb, atuando por 2 temporadas.
Jogou também por Dínamo Zagreb e Zadar antes de voltar ao Inter Zaprešić em 1991, onde jogou por 3 anos antes de regressar ao Dínamo (renomeado para Croatia Zagreb) em 1994. Após vencer o Campeonato e a Copa da Croácia de 1995–96, Soldo foi contratado pelo Stuttgart em 1996. A estreia pela equipe de Baden-Württemberg foi contra o Schalke 04, em agosto do mesmo ano.

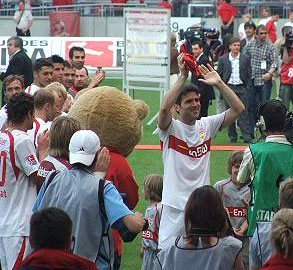
Soldo em sua última partida como profissional pelo Stuttgart, em 2006.

Em 10 temporadas, venceu a Copa da Alemanha de 1996–97 e uma Taça Intertoto da UEFA, em 2000. Após 399 partidas (301 pela Bundesliga, sendo capitão em mais de 200) e 20 gols marcados, o zagueiro encerrou a carreira em maio de 2006, aos 38 anos.
Por suas contribuições ao futebol, o volante recebeu a medalha Staufel, concedida pelo governo de Baden-Württemberg.

## Seleção Croata
A estreia de Soldo pela Seleção Croata foi em abril de 1994, num amistoso contra a Eslováquia, entrando como substittuto de Slavko Ištvanić aos 46 minutos. Integrou o elenco que disputou a Eurocopa de 1996, a primeira competição disputada pela Croácia como país independente. Jogou as 3 partidas da seleção na fase de grupos, ficando de fora contra a Alemanha, que viria a conquistar o título da competição.
Marcou seu primeiro gol em outubro de 1997, na vitória por 3 a 1 sobre a Eslovênia, pelas eliminatórias da Copa de 1998, onde a Croácia surpreendeu ao chegar até a semifinal. Soldo atuou nas 6 partidas da equipe no torneio e não fez gols.
Depois da não-classificação para a Eurocopa de 2000, os croatas obtiveram a vaga para a 2002, e o zagueiro (então com 34 anos, era o atleta mais velho do elenco) atuou contra México e Itália, que foi também seu último jogo pela seleção. Envelhecida (além de Soldo, outros 6 jogadores tinham ou passavam dos 30 anos), a Croácia não repetiu a campanha de 1998 e caiu na primeira fase.

## Carreira de treinador
Depois de trabalhar como técnico da equipe Sub-19 do Dínamo Zagreb, Soldo assumiu o time principal em janeiro de 2008, após a saída de Branko Ivanković. Mesmo tendo vencido o Campeonato Croata e a Copa, optou em deixar o comando para que Ivanković voltasse ao cargo. 
Em junho de 2009, foi anunciado como novo técnico do Köln, substituindo Christoph Daum. Apostando em um estilo de jogo que priorizava a defesa, os Bodes chegaram a conquistar resultados surpreendentes principalmente fora de casa, mas que rendiam poucos lances ofensivos ou chances de gol. Em outubro de 2010, Soldo foi demitido após um mau início de campeonato e voltou à Croácia para abrir um restaurante em Zagreb.
Regressou ao futebol em 2017, como auxiliar-técnico de Felix Magath no Shandong Luneng, equipe da Superliga Chinesa. A dupla deixou o clube ao final da temporada.
Seus últimos trabalhos foram no Admira Wacker (2020) e no Tractor Sazi (2021–22).

## Vida pessoal
Seus 3 filhos, Matija, Filip e Nikola Soldo (este último nascido em Stuttgart) também seguem carreira no futebol, atuando respectivamente como volante, atacante e lateral-direito. 

## Títulos

### Como jogador
Stuttgart
- Copa da Alemanha: 1996–97
- Taça Intertoto da UEFA: 2000[8]

Dínamo Zagreb
- Campeonato Croata: 1995–96
- Copa da Croácia: 1995–96

Inter Zaprešić
- Copa da Croácia: 1992

### Como treinador
Dínamo Zagreb
- Campeonato Croata: 2007–08
- Copa da Croácia: 2007–08